# 梯脉紫金牛
梯脉紫金牛（学名：[Ardisia scalarinervis] 错误：{{Lang}}：文本有斜体标记（帮助））为报春花科紫金牛属下的一个种。

## 扩展阅读
維基物種上的相關：梯脉紫金牛